# Periclimenes
Periclimenes is een garnalengeslacht uit de familie van de Palaemonidae. De wetenschappelijke naam van het geslacht is voor het eerst geldig gepubliceerd in 1844 door Costa. De typesoort van het geslacht is Periclimenes insignis O.G. Costa, 1844.

## Soorten
- Periclimenes acanthimerus Bruce, 2006
- Periclimenes aegylios Grippa & d'Udekem d'Acoz, 1996
- Periclimenes affinis (Zehntner, 1894)
- Periclimenes albatrossae Chace & Bruce, 1993
- Periclimenes albolineatus Bruce & Coombes, 1997
- Periclimenes alcocki Kemp, 1922
- Periclimenes aleator Bruce, 1991
- Periclimenes alexanderi Li, 2008
- Periclimenes amethysteus (Risso, 1827)
- Periclimenes andresi Macpherson, 1988
- Periclimenes antipathophilus Spotte, Heard & Bubucis, 1994
- Periclimenes batei (Borradaile, 1917)
- Periclimenes boucheti Li, Mitsuhashi & Chan, 2008
- Periclimenes bowmani Chace, 1972
- Periclimenes brevicarpalis (Schenkel, 1902)
- Periclimenes brevinaris Nobili, 1906
- Periclimenes brevirostris Bruce, 1991
- Periclimenes brucei Ďuriš, 1990
- Periclimenes burrup Bruce, 2007
- Periclimenes calcaratus Chace & Bruce, 1993
- Periclimenes canalinsulae Bruce & Coombes, 1997
- Periclimenes cannaphilus Komai, Nemoto & Tsuchida, 2010
- Periclimenes carinidactylus Bruce, 1969
- Periclimenes chacei Li, Bruce & Manning, 2004
- Periclimenes colemani Bruce, 1975
- Periclimenes colesi De Grave & Anker, 2009
- Periclimenes commensalis Borradaile, 1915
- Periclimenes compressus Borradaile, 1915
- Periclimenes coriolis Bruce, 1985
- Periclimenes crinoidalis Chace, 1969
- Periclimenes cristimanus Bruce, 1965
- Periclimenes crosnieri Li & Bruce, 2006
- Periclimenes curvirostris Kubo, 1940
- Periclimenes dardanicola Bruce & Okuno, 2006
- Periclimenes delagoae Barnard, 1958
- Periclimenes dentidactylus Bruce, 1984
- Periclimenes difficilis Bruce, 1976
- Periclimenes digitalis Kemp, 1922
- Periclimenes diversipes Kemp, 1922
- Periclimenes eleftherioui Koukouras & Türkay, 1996
- Periclimenes exederens Bruce, 1969
- Periclimenes fenneri Bruce, 2005
- Periclimenes finlayi Chace, 1972
- Periclimenes forcipulatus Bruce, 1991
- Periclimenes foresti Bruce, 1981
- Periclimenes forgesi Li & Bruce, 2006
- Periclimenes foveolatus Bruce, 1981
- Periclimenes fujinoi Bruce, 1990
- Periclimenes gonioporae Bruce, 1989
- Periclimenes granulatus Holthuis, 1950
- Periclimenes granulimanus Bruce, 1978
- Periclimenes granuloides Hayashi in Baba, Hayashi & Toriyama, 1986
- Periclimenes guarapari De Grave, 2008
- Periclimenes harringtoni Lebour, 1949
- Periclimenes hertwigi Balss, 1913
- Periclimenes hongkongensis Bruce, 1969
- Periclimenes incertus Borradaile, 1915
- Periclimenes infraspinis (Rathbun, 1902)
- Periclimenes ingressicolumbi Berggren & Svane, 1989
- Periclimenes inornatus Kemp, 1922
- Periclimenes investigatoris Kemp, 1922
- Periclimenes involens Bruce, 1996
- Periclimenes iridescens Lebour, 1949
- Periclimenes ischiospinosus Bruce, 1991
- Periclimenes josephi Li, 2008
- Periclimenes jugalis Holthuis, 1952
- Periclimenes kallisto Bruce, 2008
- Periclimenes kempi Bruce, 1969
- Periclimenes kornii (Lo Bianco, 1903)
- Periclimenes laccadivensis (Alcock & Anderson, 1894)
- Periclimenes laevimanus Ďuriš, 2010
- Periclimenes latipollex Kemp, 1922
- Periclimenes lepidus Bruce, 1978
- Periclimenes leptodactylus Bruce, 1991
- Periclimenes leptopus Kemp, 1922
- Periclimenes leptunguis Li, Mitsuhashi & Chan, 2008
- Periclimenes longimanus (Dana, 1852)
- Periclimenes longipes (Stimpson, 1860)
- Periclimenes loyautensis Li & Bruce, 2006
- Periclimenes macrophthalmus Fujino & Miyake, 1970
- Periclimenes madreporae Bruce, 1969
- Periclimenes magnus Holthuis, 1951
- Periclimenes mahei Bruce, 1969
- Periclimenes maldivensis Bruce, 1969
- Periclimenes manihine Bruce, 2006
- Periclimenes mclaughlinae Fransen, 2006
- Periclimenes mclellandi Heard & Spotte, 1997
- Periclimenes meyeri Chace, 1969
- Periclimenes milleri Bruce, 1986
- Periclimenes murcielagensis Vargas, 2000
- Periclimenes nevillei Bruce, 2010
- Periclimenes ngi Li, Mitsuhashi & Chan, 2008
- Periclimenes nomadophila Berggren, 1994
- Periclimenes novaffinis Bruce & Coombes, 1997
- Periclimenes obscurus Kemp, 1922
- Periclimenes ordinarius Bruce, 1991
- Periclimenes ornatellus Bruce, 1979
- Periclimenes ornatus Bruce, 1969
- Periclimenes paivai Chace, 1969
- Periclimenes pandionis Holthuis, 1951
- Periclimenes panglaonis Li, Mitsuhashi & Chan, 2008
- Periclimenes paralcocki Li & Bruce, 2006
- Periclimenes paraleator Li & Bruce, 2006
- Periclimenes paraparvus Bruce, 1969
- Periclimenes parvispinatus Bruce, 1990
- Periclimenes parvus Borradaile, 1898
- Periclimenes patae Heard & Spotte, 1991
- Periclimenes pauper Holthuis, 1951
- Periclimenes pectiniferus Holthuis, 1952
- Periclimenes pectinipes Bruce, 1991
- Periclimenes perlucidus Bruce, 1969
- Periclimenes perryae Chace, 1942
- Periclimenes perturbans Bruce, 1978
- Periclimenes petitthouarsi
- Periclimenes pholeter Holthuis, 1973
- Periclimenes platalea Holthuis, 1951
- Periclimenes platydactylus Li, 2008
- Periclimenes platyrhynchus Bruce, 1991
- Periclimenes polynesiensis Li, 2008
- Periclimenes poriphilus Bruce, 2010
- Periclimenes poupini Bruce, 1989
- Periclimenes pseudalcocki Li & Bruce, 2006
- Periclimenes rathbunae Schmitt, 1924
- Periclimenes rectirostris Bruce, 1981
- Periclimenes richeri Bruce, 1990
- Periclimenes rincewindi De Grave, 2014
- Periclimenes ruber Bruce, 1982
- Periclimenes sagittifer (Norman, 1861)
- Periclimenes sandybrucei Mitsuhashi & Chan, 2009
- Periclimenes sandyi De Grave, 2009
- Periclimenes sarkanae Bruce, 2007
- Periclimenes scriptus (Risso, 1822)
- Periclimenes sinensis Bruce, 1969
- Periclimenes takedai Mitsuhashi, Li & Chan, 2012
- Periclimenes tangeroa Bruce, 2005
- Periclimenes tenellus (Smith, 1882)
- Periclimenes terangeri Bruce, 1998
- Periclimenes thermohydrophilus Hayashi & Ohtomi, 2001
- Periclimenes toloensis Bruce, 1969
- Periclimenes tonga Bruce, 1988
- Periclimenes uniunguiculatus Bruce, 1990
- Periclimenes vanellus Fransen, 2010
- Periclimenes vaubani Bruce, 1990
- Periclimenes veleronis Holthuis, 1951
- Periclimenes vicinus Li, 2008
- Periclimenes watamuae Bruce, 1976
- Periclimenes wirtzi d'Udekem d'Acoz, 1996
- Periclimenes yaldwyni Holthuis, 1959
- Periclimenes yucatanicus (Ives, 1891)
- Periclimenes zanzibaricus Bruce, 1967
- Periclimenes zevinae Ďuriš, 1990

### Synoniemen
- Anchista
- Anchistia Dana, 1852
- Ancylocaris Schenkel, 1902
- Cristiger Borradaile, 1915
- Dennisia Norman, 1861
- Pelias Roux, 1831